# Morristown (Tennessee)
Morristown è una città degli Stati Uniti d'America, nelle contee di Hamblen e Jefferson, nello Stato del Tennessee.